# Leeroy Stagger
Leeroy Stagger (* 28. Oktober 1982) ist ein kanadischer Alternative-Country-Singer-Songwriter. 
Aufgewachsen im ländlichen British Columbia, spielte Leeroy Stagger zunächst in mehreren lokalen Bands, bevor Künstler wie Hot Hot Heat und Carolyn Mark auf ihn aufmerksam wurden. Im Jahr 2002 hat Leeroy Stagger sich mit Veröffentlichung seiner Debüt-EP Six Tales of Danger auf eigene Beine gestellt.
Stagger tourte bereits im Vorprogramm von The Pixies, Modest Mouse und Evan Dando. Darüber hinaus arbeitete er mit Kathleen Edwards und Danny Michel zusammen.
Im November 2007 tourte Leeroy Stagger erstmals in Deutschland, bevor er im Herbst 2008 im Trio mit der Band Easton Stagger Phillips zu einer Tournee durch Irland, England, Niederlande, Belgien und Deutschland zurückkehrte.
Im April 2009 veröffentlichte Leeroy Stagger sein Album Everything Is Real, die gleichzeitig auf seinem eigenen Label Rebeltone Records als auch bei Blue Rose Records erschien. Der Plattendeal mit Blue Rose Records ist Staggers erster Plattenvertrag außerhalb von Kanada/USA.
Von der 2009er Europa-Tour erschien im Januar 2011 das offizielle Live-Doppelalbum Live at the Red River Saloon. Es enthält ein vollständiges Konzert mit 20 Songs von Leeroy Stagger mit der Band The Wildflowers, aufgenommen ohne Overdubs im Red River Saloon in Heilbronn.

## Diskografie
- 2002: Six Tales of Danger
- 2004: Dear Love
- 2005: Beautiful House
- 2006: Tales from the Back Porch (EP)
- 2006: Depression River
- 2009: Everything Is Real
- 2010: Little Victories
- 2011: Live at the Red River Saloon
- 2012: Radiant Land
- 2013: Truth Be Sold
- 2015: Dream It All Away
- 2017: Love Versus
- 2019: Strange Path
- 2019: Me And The Mountain
- 2020: Dystopian Weekends